# Saint-Laurent-sur-Oust
Saint-Laurent-sur-Oust é uma comuna francesa na região administrativa da Bretanha, no departamento Morbihan. Estende-se por uma área de 3,9 km². Em 2010 a comuna tinha 384 habitantes (densidade: 98,5 hab./km²).